# قائمة حلقات أفاتار: أسطورة أنج
أفاتار: آخر مسخر هواء هو مسلسل أنمي كارتوني أمريكي أنتجته شركة نكلوديون من تأليف براين كونيزكو ومايكل دانتي ديمارتينو. بُث لأول مرة في 21 فبراير 2005 على نكلوديون مع عرض أول للمسلسل مدته ساعة واحدة واختتم عرضه بفيلم تلفزيوني مدته ساعتان في 19 يوليو 2008. يأخذ كل كتاب اسمه من أحد العناصر التي يجب أن يتقنها أنج، بطل الرواية: الماء والأرض والنار. دبلجه إلى العربية ستوديو 2000 وعُرض منه موسمان على نكلوديون العربية ولم يدبلج الموسم الثالث له.

## نظرة عامة
| الموسم               | الحلقات | الحلقات | الأصلي         | الأصلي        |
| الموسم               | الحلقات | الحلقات | الأول          | الأخير        |
| -------------------- | ------- | ------- | -------------- | ------------- |
| الكتاب الأول: الماء  | 20      | 20      | 21 فبراير 2005 | 2 ديسمبر 2005 |
| الكتاب الثاني: الأرض | 20      | 20      | 17 مارس 2006   | 1 ديسمبر 2006 |
| الكتاب الثالث: النار | 21      | 21      | 21 سبتمبر 2007 | 19 يوليو 2008 |

## قائمة الحلقات

### الكتاب الأول: الماء (2005)
| الرقم في | الرقم في | الاسم                                                                                | إخراج          | كتابة                              | تاريخ العرض الأصلي | تاريخ العرض العربي | رمز الإنتاج |
| المسلسل  | الموسم   | الاسم                                                                                | إخراج          | كتابة                              | تاريخ العرض الأصلي | تاريخ العرض العربي | رمز الإنتاج |
| -------- | -------- | ------------------------------------------------------------------------------------ | -------------- | ---------------------------------- | ------------------ | ------------------ | ----------- |
| 0        | 0        | "حلقة تجريبية" Pilot                                                                 | ديف فلوني      | مايكل دانتي مارتينو وبراين كونيزكو | لم يُعرض            | —                  | 100         |
| 1        | 1        | "الفتى في الجبل الجليدي" The Boy in the Iceberg                                      | ديف فلوني      | مايكل دانتي مارتينو وبراين كونيزكو | 21 فبراير 2005     | —                  | 101         |
| 2        | 2        | "عودة الأفاتار" The Avatar Returns                                                   | ديف فلوني      | مايكل دانتي مارتينو وبراين كونيزكو | 21 فبراير 2005     | —                  | 102         |
| 3        | 3        | "معبد الهواء الجنوبي" The Southern Air Temple                                        | لورين ماكمولان | مايكل دانتي مارتينو وبراين كونيزكو | 25 فبراير 2005     | —                  | 103         |
| 4        | 4        | "محاربات كيوشي" The Warriors of Kyoshi                                               | جيانكارلو فولب | نيك ماليس                          | 4 مارس 2005        | —                  | 104         |
| 5        | 5        | "ملك أوماشو" The King of Omashu                                                      | أنتوني ليوي    | جون أو براين                       | 18 مارس 2005       | —                  | 105         |
| 6        | 6        | "سجين" Imprisoned                                                                    | ديف فلوني      | ماثيو هوبارد                       | 25 مارس 2005       | —                  | 106         |
| 7        | 7        | "الانقلاب الشتوي الجزء الأول: عالم الأرواح" Winter Solstice Part 1: The Spirit World | لورين ماكمولان | آرون إهاز                          | 8 أبريل 2005       | —                  | 107         |
| 8        | 8        | "الانقلاب الشتوي الجزء الثاني: الأفاتار روكو" Winter Solstice Part 2: Avatar Roku    | جيانكارلو فولب | مايكل دانتي مارتينو                | 15 أبريل 2005      | —                  | 108         |
| 9        | 9        | "لفافة تسخير الماء" The Waterbending Scroll                                          | أنتوني ليوي    | جون أو براين                       | 29 أبريل 2005      | —                  | 109         |
| 10       | 10       | "جيت" Jet                                                                            | ديف فلوني      | جيمس إيغان                         | 6 مايو 2005        | —                  | 110         |
| 11       | 11       | "الشق العظيم" The Great Divide                                                       | جيانكارلو فولب | جون أو براين                       | 20 مايو 2005       | —                  | 111         |
| 12       | 12       | "العاصفة" The Storm                                                                  | لورين ماكمولان | آرون إهاز                          | 3 يونيو 2005       | —                  | 112         |
| 13       | 13       | "الروح الزرقاء" The Blue Spirit                                                      | ديف فلوني      | مايكل دانتي مارتينو وبراين كونيزكو | 17 يونيو 2005      | —                  | 113         |
| 14       | 14       | "العرافة" The Fortuneteller                                                          | ديف فلوني      | آرون إهاز وجون أو براين            | 23 سبتمبر 2005     | —                  | 114         |
| 15       | 15       | "باتو من قبيلة الماء" Bato of the Water Tribe                                        | جيانكارلو فولب | إيان ويلكوكس                       | 7 أكتوبر 2005      | —                  | 115         |
| 16       | 16       | "الهارب" The Deserter                                                                | لورين ماكمولان | تيم هدريك                          | 21 أكتوبر 2005     | —                  | 116         |
| 17       | 17       | "معبد الهواء الشمالي" The Northern Air Temple                                        | ديف فلوني      | إليزابيث ولش إهاز                  | 4 نوفمبر 2005      | —                  | 117         |
| 18       | 18       | "معلم تسخير الماء" The Waterbending Master                                           | جيانكارلو فولب | مايكل دانتي مارتينو                | 18 نوفمبر 2005     | —                  | 118         |
| 19       | 19       | "حصار الشمال، الجزء الأول" The Siege of the North, Part 1                            | لورين ماكمولان | آرون إهاز                          | 2 ديسمبر 2005      | —                  | 119         |
| 20       | 20       | "حصار الشمال، الجزء الثاني" The Siege of the North, Part 2                           | ديف فلوني      | آرون إهاز                          | 2 ديسمبر 2005      | —                  | 120         |

### الكتاب الثاني: الأرض (2006)
| الرقم في | الرقم في | الاسم                                              | إخراج                 | كتابة | تاريخ العرض الأصلي | تاريخ العرض العربي | رمز الإنتاج |
| المسلسل  | الموسم   | الاسم                                              | إخراج                 | كتابة | تاريخ العرض الأصلي | تاريخ العرض العربي | رمز الإنتاج |
| -------- | -------- | -------------------------------------------------- | --------------------- | --- | ------------------ | ------------------ | ----------- |
| 21       | 1        | "حالة الأفاتار" The Avatar State                   | جيانكارلو فولب        | آرون إهاز، إليزابيث ويلش إهاز تيم هدريك، جون أو براين                                                        | 17 مارس 2006       | —                  | 201         |
| 22       | 2        | "كهف المحبيْن" The Cave of Two Lovers               | لورين ماكمولان        | جوشوا هاميلتون                                                                                               | 24 مارس 2006       | —                  | 202         |
| 23       | 3        | "العودة إلى أوماشو" Return to Omashu               | إيثان سبولدينغ        | إليزابيث ويلش إهاز                                                                                           | 7 أبريل 2006       | —                  | 203         |
| 24       | 4        | "المستنقع" The Swamp                               | جيانكارلو فولب        | تيم هدريك | 14 أبريل 2006      | —                  | 204         |
| 25       | 5        | "يوم الأفاتار" Avatar Day                          | لورين ماكمولان        | جون أو براين                                                                                                 | 28 أبريل 2006      | —                  | 205         |
| 26       | 6        | "قاطعة الطريق العمياء" The Blind Bandit            | إيثان سبولدينغ        | مايكل دانتي ديمارتينو                                                                                        | 5 مايو 2006        | —                  | 206         |
| 27       | 7        | "زوكو وحيدًا" Zuko Alone                            | لورين ماكمولان        | إليزابيث ويلش إهاز                                                                                           | 12 مايو 2006       | —                  | 207         |
| 28       | 8        | "المطاردة" The Chase                               | جيانكارلو فولب        | جوشوا هاميلتون                                                                                               | 26 مايو 2006       | —                  | 208         |
| 29       | 9        | "عمل مرير" Bitter Work                             | إيثان سبولدينغ        | آرون إهاز | 2 يونيو 2006       | —                  | 209         |
| 30       | 10       | "المكتبة" The Library                              | جيانكارلو فولب        | جون أو براين                                                                                                 | 14 يوليو 2006      | —                  | 210         |
| 31       | 11       | "الصحراء" The Desert                               | لورين ماكمولان        | تيم هدريك | 14 يوليو 2006      | —                  | 211         |
| 32       | 12       | "ممر الأفعى" The Serpent's Pass                    | إيثان سبولدينغ        | مايكل دانتي ديمارتينو وبراين كونيزكو                                                                         | 15 سبتمبر 2006     | —                  | 212         |
| 33       | 13       | "المثقاب" The Drill                                | جيانكارلو فولب        | مايكل دانتي ديمارتينو وبراين كونيزكو                                                                         | 15 سبتمبر 2006     | —                  | 213         |
| 34       | 14       | "مدينة الأسوار والأسرار" City of Walls and Secrets | لورين ماكمولان        | تيم هدريك | 22 سبتمبر 2006     | —                  | 214         |
| 35       | 15       | "حكايات با سنغ ساي" The Tales of Ba Sing Se        | إيثان سبولدينغ        | جوان إستوستا، ليزا ولاندر، أندرو هويبنر، غاري سكيبك، لورين ماكمولان، كاتي ماتيلا، جاستن ريدج، جيانكارلو فولب | 22 سبتمبر 2006     | —                  | 215         |
| 36       | 16       | "أيام فقدان آبا" Appa's Lost Days                  | جيانكارلو فولب        | إليزابيث ويلش إهاز                                                                                           | 29 سبتمبر 2006     | —                  | 216         |
| 37       | 17       | "بحيرة لاوغاي" Lake Laogai                         | لورين ماكمولان        | تيم هدريك | 13 أكتوبر 2006     | —                  | 217         |
| 38       | 18       | "ملك الأرض" The Earth King                         | إيثان سبولدينغ        | جون أو براين                                                                                                 | 3 نوفمبر 2006      | —                  | 218         |
| 39       | 19       | "المعلم الروحيّ" The Guru                           | جيانكارلو فولب        | مايكل دانتي ديمارتينو وبراين كونيزكو                                                                         | 1 ديسمبر 2006      | —                  | 219         |
| 40       | 20       | "مفترق المصير" The Crossroads of Destiny           | مايكل دانتي ديمارتينو | آرون إهاز | 1 ديسمبر 2006      | —                  | 220         |

### الكتاب الثالث: النار (2007–2008)
| الرقم في | الرقم في | الاسم                                                                               | إخراج             | كتابة                                | تاريخ العرض الأصلي | تاريخ العرض العربي | رمز الإنتاج |
| المسلسل  | الموسم   | الاسم                                                                               | إخراج             | كتابة                                | تاريخ العرض الأصلي | تاريخ العرض العربي | رمز الإنتاج |
| -------- | -------- | ----------------------------------------------------------------------------------- | ----------------- | ------------------------------------ | ------------------ | ------------------ | ----------- |
| 41       | 1        | "الاستيقاظ" The Awakening                                                           | جيانكارلو فولب    | آرون إهاز                            | 21 سبتمبر 2007     | —                  | 301         |
| 42       | 2        | "عصابة الرأس" The Headband                                                          | جواكيم دوس سانتوس | جون أو براين                         | 28 سبتمبر 2007     | —                  | 302         |
| 43       | 3        | "السيدة المرسومة" The Painted Lady                                                  | إيثان سبولدينغ    | جوشوا هاميلتون                       | 5 أكتوبر 2007      | —                  | 303         |
| 44       | 4        | "معلم ساكا" Sokka's Master                                                          | جيانكارلو فولب    | تيم هدريك                            | 12 أكتوبر 2007     | —                  | 304         |
| 45       | 5        | "الشاطئ" The Beach                                                                  | جواكيم دوس سانتوس | كاتي ماتيلا                          | 19 أكتوبر 2007     | —                  | 305         |
| 46       | 6        | "الأفاتار وأمير النار" The Avatar and the Firelord                                  | إيثان سبولدينغ    | إليزابيث ويلش إهاز                   | 26 أكتوبر 2007     | —                  | 306         |
| 47       | 7        | "الهاربة" The Runaway                                                               | جيانكارلو فولب    | جوشوا هاميلتون                       | 2 نوفمبر 2007      | —                  | 307         |
| 48       | 8        | "سيدة الدمى" The Puppetmaster                                                       | جواكيم دوس سانتوس | تيم هدريك                            | 9 نوفمبر 2007      | —                  | 308         |
| 49       | 9        | "كوابيس وأحلام يقظة" Nightmares and Daydreams                                       | إيثان سبولدينغ    | جون أو براين                         | 16 نوفمبر 2007     | —                  | 309         |
| 50       | 10       | "يوم الشمس السوداء، الجزء الأول: الغزو" The Day of Black Sun, Part 1: The Invasion  | جيانكارلو فولب    | مايكل دانتي ديمارتينو                | 30 نوفمبر 2007     | —                  | 310         |
| 51       | 11       | "يوم الشمس السوداء، الجزء الثاني: الكسوف" The Day of Black Sun, Part 2: The Eclipse | جواكيم دوس سانتوس | آرون إهاز                            | 30 نوفمبر 2007     | —                  | 311         |
| 52       | 12       | "معبد الهواء الغربي" The Western Air Temple                                         | إيثان سبولدينغ    | إليزابيث ويلش إهاز وتيم هدريك        | 14 يوليو 2008      | —                  | 312         |
| 53       | 13       | "معلما تسخير النار" The Firebending Masters                                         | جيانكارلو فولب    | جون أو براين                         | 15 يوليو 2008      | —                  | 313         |
| 54       | 14       | "الصخرة المغلية، الجزء الأول" The Boiling Rock, Part 1                              | جواكيم دوس سانتوس | ماي تشان                             | 16 يوليو 2008      | —                  | 314         |
| 55       | 15       | "الصخرة المغلية، الجزء الثاني" The Boiling Rock, Part 2                             | إيثان سبولدينغ    | جوشوا هاميلتون                       | 16 يوليو 2008      | —                  | 315         |
| 56       | 16       | "غزاة الجنوب" The Southern Raiders                                                  | جيانكارلو فولب    | إليزابيث ويلش إهاز                   | 17 يوليو 2008      | —                  | 316         |
| 57       | 17       | "ممثلو جزيرة إمبر" The Ember Island Players                                         | جواكيم دوس سانتوس | تيم هدريك، جوش هاميلتون جون أو براين | 18 يوليو 2008      | —                  | 317         |
| 58       | 18       | "مذنب سوزن، الجزء الأول: ملك العنقاء" Sozin's Comet, Part 1: The Phoenix King       | إيثان سبولدينغ    | مايكل دانتي ديمارتينو                | 19 يوليو 2008      | —                  | 318         |
| 59       | 19       | "مذنب سوزن، الجزء الثاني: المعلمون القدامى" Sozin's Comet, Part 2: The Old Masters  | جيانكارلو فولب    | آرون إهاز                            | 19 يوليو 2008      | —                  | 319         |
| 60       | 20       | "مذنب سوزن، الجزء الثالث: داخل الجحيم" Sozin's Comet, Part 3: Into the Inferno      | جواكيم دوس سانتوس | مايكل دانتي ديمارتينو وبراين كونيزكو | 19 يوليو 2008      | —                  | 320         |
| 61       | 21       | "مذنب سوزن، الجزء الرابع: أفاتار آنغ" Sozin's Comet, Part 4: Avatar Aang            | جواكيم دوس سانتوس | مايكل دانتي ديمارتينو وبراين كونيزكو | 19 يوليو 2008      | —                  | 321         |